# Étriac
Étriac és un municipi francès situat al departament del Charente i a la regió de la Nova Aquitània. L'any 2007 tenia 186 habitants.

## Demografia

### Població
El 2007 la població de fet d'Étriac era de 186 persones. Hi havia 74 famílies de les quals 12 eren unipersonals (4 homes vivint sols i 8 dones vivint soles), 27 parelles sense fills, 31 parelles amb fills i 4 famílies monoparentals amb fills.
La població ha evolucionat segons el següent gràfic:
Habitants censats

### Habitatges
El 2007 hi havia 91 habitatges, 75 eren l'habitatge principal de la família, 8 eren segones residències i 9 estaven desocupats. 89 eren cases i 2 eren apartaments. Dels 75 habitatges principals, 57 estaven ocupats pels seus propietaris, 16 estaven llogats i ocupats pels llogaters i 1 estava cedit a títol gratuït; 1 tenia una cambra, 3 en tenien dues, 8 en tenien tres, 29 en tenien quatre i 34 en tenien cinc o més. 68 habitatges disposaven pel capbaix d'una plaça de pàrquing. A 29 habitatges hi havia un automòbil i a 41 n'hi havia dos o més.

### Piràmide de població
La piràmide de població per edats i sexe el 2009 era:
| Homes | Edats   | Dones |
| ----- | ------- | ----- |
| 0     | 95 o +  | 0     |
| 0     | 90 a 94 | 0     |
| 0     | 85 a 89 | 0     |
| 8     | 80 a 84 | 0     |
| 4     | 75 a 79 | 8     |
| 0     | 70 a 74 | 8     |
| 4     | 65 a 69 | 0     |
| 12    | 60 a 64 | 0     |
| 12    | 55 a 59 | 4     |
| 0     | 50 a 54 | 12    |
| 4     | 45 a 49 | 0     |
| 4     | 40 a 44 | 12    |
| 4     | 35 a 39 | 8     |
| 12    | 30 a 34 | 8     |
| 8     | 25 a 29 | 4     |
| 0     | 20 a 24 | 0     |
| 4     | 15 a 19 | 4     |
| 8     | 10 a 14 | 4     |
| 4     | 5 a 9   | 12    |
| 4     | 0 a 4   | 0     |

## Economia
El 2007 la població en edat de treballar era de 114 persones, 91 eren actives i 23 eren inactives. De les 91 persones actives 89 estaven ocupades (47 homes i 42 dones) i 3 estaven aturades (1 home i 2 dones). De les 23 persones inactives 6 estaven jubilades, 7 estaven estudiant i 10 estaven classificades com a «altres inactius».

### Ingressos
El 2009 a Étriac hi havia 71 unitats fiscals que integraven 185,5 persones, la mediana anual d'ingressos fiscals per persona era de 18.744 €.

### Activitats econòmiques
L'any 2000 a Étriac hi havia 13 explotacions agrícoles que ocupaven un total de 700 hectàrees.

## Poblacions més properes
El següent diagrama mostra les poblacions més properes.